# Albert Naef
Albert Naef (* 10. November 1862 in Lausanne; † 8. Januar 1936 ebenda) war ein Schweizer Architekt und Denkmalpfleger.

## Leben
Albert Naef wurde als Sohn des Anwaltes Paulin Naef und seiner Frau Marie geb. Ryhiner und als Urenkel des Mathematikers und Astronomen Emmanuel Develey (1764–1839) geboren. Er studierte am Polytechnikum in Stuttgart und an der École nationale supérieure des beaux-arts de Paris. Anfangs arbeitete er als Architekt und Archäologe in Frankreich. Er kehrte in die Schweiz zurück und arbeitete von 1897 bis 1934 als Architekt an der Restaurierung der Wasserburg Schloss Chillon.
Von 1899 bis 1934 war Albert Naef der erste Leiter der Waadtländer Denkmalpflege und damit der erste Kantonsarchäologe der Schweiz. Er erstellte ein Inventar der waadtländischen Kunstdenkmäler. Von 1905 bis 1915 war er Präsident des Vereins zur Erhaltung der vaterländischen Kunstdenkmäler und 1915 der Eidgenössischen Kommission für Denkmalpflege. Albert Naef leitete als Archäologe zahlreiche Ausgrabungen, u. a. in Martigny, mit dem Archäologen Louis Bosset in Aventicum (Avenches) und in Orbe.
Ab 1909 war Albert Naef Professor für Kunstgeschichte an der Universität Neuenburg und von 1914 bis 1932 ausserordentlicher Professor für Archäologie und ab 1929 für Kunstgeschichte an der Universität Lausanne.
Naef war an zahlreichen Restaurierungen beteiligt, wie jenen der Kirchen des Klosters Romainmôtier, der Abtei Payerne, in Saint-Sulpice VD, Donatyre (1905–1907) und der ehemaligen Kapelle der päpstlichen Schweizergarde im Vatikan.
Naef wurde 1936 in Lausanne Opfer eines Mordes.

## Auszeichnungen
- 1903: Ehrendoktorat der Universität Zürich
- 1909: Ehrendoktorat der Universität Genf